# Silvia Panguana
Silvia Panguana (sinh ngày 16 tháng 2 năm 1993 tại Maputo) là một người vận động viên điền kinh vượt rào người Mozambique. Tại Thế vận hội Mùa hè 2012, cô đã tham gia cuộc thi vượt rào 100 mét nữ. 